# Золоторубидий
Золоторубидий — бинарное неорганическое соединение, интерметаллид
рубидия и золота
с формулой AuRb,
кристаллы.

## Получение
- Сплавление стехиометрических количеств чистых веществ:

{\displaystyle {\mathsf {Rb+Au\ {\xrightarrow {498^{o}C}}\ AuRb}}}

## Физические свойства
Золоторубидий образует кристаллы
кубической сингонии,
пространственная группа P m3m,
параметры ячейки a = 0,4105 нм, Z = 1,
структура типа хлорида цезия CsCl
.
Соединение образуется по перитектической реакции при температуре 498°C .